# George Lewis Young
George Lewis Young (27 d'octubre de 1922 - 10 de gener de 1997) fou un futbolista escocès de la dècada de 1950.
Fou 54 cops internacional amb la selecció d'Escòcia. També jugà per la selecció de la lliga escocesa.
Defensà els colors del Rangers durant tota la seva carrera.

## Palmarès
Rangers
- Lliga escocesa de futbol: 1946-47, 1948-49, 1949-50, 1952-53, 1953-54, 1956-57
- Copa escocesa de futbol: 1947-48, 1948-49, 1949-50, 1952-53
- Scottish League Cup: 1946-47, 1948-49